# Episemura ensata
Episemura ensata är en stekelart som först beskrevs av Bauer 1981.  Episemura ensata ingår i släktet Episemura och familjen brokparasitsteklar. Inga underarter finns listade i Catalogue of Life.